# 梅金 (肯塔基州)
梅金（英語：Mayking）是位於美國肯塔基州萊徹縣的一個人口普查指定地區。

## 人口
根據2020年美國人口普查的數據，梅金的面積為4.05平方千米，當中陸地面積為3.99平方千米，而水域面積為0.06平方千米。當地共有人口475人，而人口密度為每平方千米117.28人。